# Élections municipales de 2017 au Saguenay–Lac-Saint-Jean
Les élections municipales québécoises de 2017 se déroulent le 5 novembre 2017. Elles permettent d'élire les maires et les conseillers de chacune des municipalités locales du Québec, ainsi que les préfets de quelques municipalités régionales de comté.

## Saguenay–Lac-Saint-Jean

### Saguenay
| Parti                             | Parti                             | Candidats                         | Voix    | %     |
| --------------------------------- | --------------------------------- | --------------------------------- | ------- | ----- |
|                                   | Équipe du renouveau démocratique  | Josée Néron                       | 31 393  | 49,42 |
|                                   | Indépendant                       | Jean-Pierre Blackburn             | 17 209  | 27,09 |
|                                   | Indépendant                       | Arthur Gobeil                     | 11 031  | 17,36 |
|                                   | Parti des citoyens de Saguenay    | Dominic Gagnon                    | 3 896   | 6,13  |
|                                   |                                   |                                   |         |       |
| Votes valides                     | Votes valides                     | Votes valides                     | 63 529  | 98,79 |
| Bulletins rejetés                 | Bulletins rejetés                 | Bulletins rejetés                 | 777     | 1,21  |
| Total                             | Total                             | Total                             | 64 306  | 100   |
| Abstention                        | Abstention                        | Abstention                        | 51 133  | 44,29 |
| Nombre d'inscrits / participation | Nombre d'inscrits / participation | Nombre d'inscrits / participation | 115 439 | 55,71 |

| Parti                             | Parti                             | Candidats                         | Voix    | %     | Sièges |
| --------------------------------- | --------------------------------- | --------------------------------- | ------- | ----- | ------ |
|                                   | Équipe du renouveau démocratique  | 15                                | 19 871  | 31,58 | 3      |
|                                   | Parti des citoyens de Saguenay    | 14                                | 14 271  | 22,68 | 1      |
|                                   | Indépendants                      | 23                                | 28 788  | 45,75 | 11     |
|                                   |                                   |                                   |         |       |        |
| Votes valides                     | Votes valides                     | Votes valides                     | 62 930  | 97,86 |        |
| Bulletins rejetés                 | Bulletins rejetés                 | Bulletins rejetés                 | 1 376   | 2,14  |        |
| Total                             | Total                             | Total                             | 64 306  | 100   | 15     |
| Abstention                        | Abstention                        | Abstention                        | 51 133  | 44,29 |        |
| Nombre d'inscrits / participation | Nombre d'inscrits / participation | Nombre d'inscrits / participation | 115 439 | 55,71 |        |